# Vizcondado de Bellver
El vizcondado de Bellver es un título nobiliario español, creado por real decreto del 17 de octubre de 1878 y real despacho del 9 de diciembre del mismo año, por el rey Alfonso XII, a favor de Antonio María de Alós y López de Haro, teniente-general del Ejército, vicepresidente del Consejo Supremo de Guerra y Marina. Era hijo del teniente general José Maróia de Alós y Mora y de su esposa María Luisa López de Haro y López de Haro. Uno de sus bisabuelos fue Antonio de Alós y de Rius, primer marqués de Alós quien, a su vez, era el hermano del jurista barcelonés José Francisco de Alós y de Rius, primer marqués de Puerto Nuevo con el Vizcondado previo de Bellver. El rey también le concedió el título de marqués de Haro.
En efecto, el vizcondado de Bellver se había creado anteriormente, el 9 de enero de 1746, por el rey Felipe V como vizcondado previo del marquesado de Puerto Nuevo, vizcondado que quedó suprimido cuando se creó, aquel mismo año, el citado marquesado.
No obstante, en 4 de mayo de 1879, el rey Alfonso XII volvió a conceder el vizcondado de Bellver, esta vez con carácter perpetuo, a favor del dicho Antonio de Alós y López de Haro, y sus descendientes.
El título hace referencia a la localidad de Bellver, en la comarca pirenaica de la Cerdaña, en el Principado de Cataluña.

## Armas
De plata, un medio vuelo bajado de azur y un oso de sable, uno sobre el otro.

## Vizcondes de Bellver
|                                                       | Titular                                                     | Periodo                                              |
| Creación como vizcondado previo por Felipe V en 1746  | Creación como vizcondado previo por Felipe V en 1746        | Creación como vizcondado previo por Felipe V en 1746 |
| ----------------------------------------------------- | ----------------------------------------------------------- | ---------------------------------------------------- |
|                                                       | José Francisco de Alós y de Rius, I marqués de Puerto Nuevo | 1746-1746                                            |
| Creación como título perpetuo por Alfonso XII en 1879 |                                                             |                                                      |
| I                                                     | Antonio María de Alós y López de Haro                       | 1879-1879                                            |
| II                                                    | Daniel de Alós y Arregui                                    | 1879-1931                                            |
| III                                                   | Diego de Alós y Rivero                                      | 1951-1968                                            |
| IV                                                    | Daniel de Alós y Herrero                                    | 1968-1987                                            |
| V                                                     | Antonio de Alós y Herrero                                   | 1990-2002                                            |
| VI                                                    | María del Loreto de Alós y Herrero                          | 2002-2005                                            |
| VII                                                   | Diego de Llanos y de Alós                                   | 2005-2022                                            |
| VIII                                                  | Diego de Llanos y Albi                                      | 2023-actual titular                                  |

## Historia de los vizcondes de Bellver
- José Francisco de Alós y de Rius (1687-?), I marqués de Puerto de Nuevo con el vizcondado previo de Bellver. Por su naturaleza de vizcondado previo, el título se suprimió cuando se creó el Marquesado de Puerto Nuevo aquel mismo año de 1746.

Creación como título perpetuo por Alfonso XII en 1879
- Antonio María de Alós y López de Haro (Horcajo de Santiago, 15 de marzo de 1808-Madrid, 5 de mayo de 1893), I vizconde de Bellver,[3] I marqués de Haro, teniente general de los reales ejércitos, caballero de la Orden de Malta, Gran Cruz de Carlos III, de la Orden de San Hermenegildo de la Orden de Isabel la Católica y gentilhombre de cámara del rey.[2]

Casó con Josefa de Arregui y Ciga (Pamplona, 19 de diciembre de 1816-Madrid, 22 de junio de 1992). El 27 de julio de 1879, por cesión, le sucedió su hijo:
- Daniel de Alós y Arregui (Pamplona, 11 de diciembre de 1844-1931), II vizconde de Bellver[3][1] y caballero de la Orden de Santiago.[4]

Caso el 22 de octubre de 1873, en Madrid, con María de Loreto Rivero y Custodio (Madrid, 24 de julio de 1850-Madrid, 1 de abril de 1903). El 28 de septiembre de 1951, le sucedió su hijo:
- Diego de Alós y Rivero (Madrid, 18 de febrero de 1877[1]-1968), III vizconde de Bellver[3] y gobernador civil de Navarra.[5]

Casó el 12 de junio de 1905, en Madrid, con María del Pilar Herrero y Velázquez. El 9 de octubre de 1968, le sucedió su hijo:
- Daniel de Alós y Herrero (1 de diciembre de 1906[1]-Madrid, 7 de junio de 1987), IV vizconde de Bellver.[3][6]

El 5 de junio de 1990, le sucedió su hermano:
- Antonio de Alós y Herrero (Madrid, 27 de noviembre de 1912[1]-2002), V vizconde de Bellver.[3][7]

En 2002, le sucedió su hermana:
- María del Loreto de Alós y Herrero (Madrid, 5 de junio de 1909[1]-24 de julio de 2004), VI vizcondesa de Bellver.[3]

Casó con Antonio de Llanos Silvela. El 18 de mayo de 2005, le sucedió su hijo:
- Diego de Llanos y de Alós (m. 2022), VII vizconde de Bellver.[8]

Sucedió su hijo:
- Diego de Llanos y Albi, VIII vizconde de Bellver.[9]